# キム・ジヌ
キム・ジヌ（김진우、金秦禹、Kim Jin Woo、1991年9月26日 - ）は、韓国の歌手、俳優である。WINNERのメンバーである。身長176cm、血液型A型。

## 略歴
2010年 YGエンターテインメントで研修生に就いた。 。
2013年  『WIN：Who Is Next』でチームAの訓練生として活動、見事勝者「WINNER」となりショーの終了後にデビュー準備を進めた。
2014年8月12日 WINNERとしてデビューアルバム「2014 S / S」をリリースした。
2016年 テレビドラマ「魔法の携帯電話」で俳優デビューをした。
2020年3月27日に同年4月2日に入隊すると発表した。グループ内で最初の入隊者となった。YG所属ではあるがSM顔として有名である。

## 作品

### アルバム
- Jinu's Heyday（2019年4月19日）

## 出演

### テレビドラマ
- 2016年 「魔法の携帯電話」オ・テジ主役
- 2016年 「もっとたくさんのための愛」ヒョンシク役